# Balta-Bou Aouane (délégation)
Pour les articles homonymes, voir Balta.
Balta-Bou Aouane est une délégation tunisienne dépendant du gouvernorat de Jendouba.

## Démographie
En 2004, la délégation compte 42 229 habitants dont 20 168 hommes et 22 061 femmes répartis dans 9 825 ménages et 9 836 logements.
Dix ans plus tard, elle compte 38 764 habitants dont 19 074 hommes et 19 690 femmes répartis dans 10 138 ménages et 11 139 logements. Cette diminution de la population s'explique par plusieurs facteurs tels que la migration, qui est liée à la recherche d'un emploi, d'un logement ou de meilleures conditions de vie, le mariage, l'accompagnement de la famille ou encore les études.

## Initiatives sociales
La délégation, qui dispose de peu de moyens financiers, s'est fait remarquer à plusieurs reprises à l'échelle nationale pour le succès d'initiatives privées d'amélioration de l'infrastructure : le rempierrage à la main de chemins par les habitants de Balta-Bou Aouane en 2020 et l'inauguration d'un pont piéton construit par l'activiste Karim Arfa en février 2021, en particulier pour permettre aux élèves du lieu-dit Ouled Slama de traverser l'oued et se rendre à l'école, même en cas de fortes pluies.